# (15395) Rükl
(15395) Rükl (1997 UV) – planetoida z pasa głównego asteroid okrążająca Słońce w ciągu 5,58 lat w średniej odległości 3,14 j.a. Odkryta 21 października 1997 roku.